# Sæby kommun
Sæby kommun var före kommunreformen 2007 en kommun i Nordjyllands amt i Danmark. Huvudort var Sæby. Den ingår numera i Frederikshavns kommun.